# Эта Северной Короны
Эта Северной Короны, (η Северной Короны, Eta Coronae Borealis, η Coronae Borealis), сокращ. Eta CrB, η CrB — кратная звёздная система в созвездии Северной Короны. Звезда имеет видимую звёздную величину +5.02m, и, согласно шкале Бортля, видна невооружённым глазом даже на засвеченном пригородном небе (англ. Bright suburban sky).
Из измерений параллакса, полученных во время миссии Hipparcos, известно, что звезда удалена примерно на 58,3 ± 0,8 св. лет (17,9 ± 0,2 пк) от Земли. Звезда наблюдается севернее 60° ю.ш, то есть видна практически на всей территории Земли, за исключением Антарктиды. Лучшее время для наблюдения — май.
Эта Северной Короны движется несколько медленнее относительно Солнца, чем остальные звёзды: её радиальная гелиоцентрическая скорость: −7 км/с, что в 1,4 раза медленнее скорости местных звёзд Галактического диска, а также это значит, что звезда приближается к Солнцу. Сама звезда по небесной сфере движется на северо-восток.
На данный момент звезда различными методами разрешается на пять компонент. При наименовании этих компонент используют обозначения Эта Северной Короны A, B, С, D и E согласно конвенции, используемой Вашингтонским каталогом визуально-двойных звёзд (WDS) и принятой Международным астрономическим союзом (МАС), для обозначения звёздных систем.

## Свойства кратной системы
В телескоп Эта Северной Короны видна как пара звёзд с видимой звёздной величиной +5.62m (компонент A) и +5.96m (компонент B). Третий компонент C виден только в инфракрасные телескопы и имеет видимую звёздную величину +17m. В первом приближении Эта Северной Короны представляет собой двойную систему, в которой два компонента вращаются вокруг общего центра масс, или барицентра, с периодом 41,6 года и довольно большим эксцентриситетом равным 0,277. Они вращающиеся вокруг барицентра, на угловом расстоянии в среднем не менее 0,860 секунды дуги, что на расстоянии 58,3 св. лет соответствует физическому размеру большой полуоси 16,9 а.е.. Звёзды, то сближаются на минимальное расстояние 12,2 а.е. (то есть гораздо дальше, чем та орбита, где в Солнечной системе находится Сатурн, чьё расстояние до Солнца равно 9,54 а.е.), то удаляются на максимальное расстояние 21,6 а.е., (то есть несколько дальше, чем та орбита, где в Солнечной системе находится Уран, чьё расстояние до Солнца равно 19,22 а.е.). Наклонение орбиты в системе Эта Северной Короны не очень большое — 58,7 °. При этом, если мы будем смотреть на компонент Эта Северной Короны B со стороны компонента A в периастре (то есть когда звёзды сблизились на минимальное расстояние), мы увидим звезду с видимой звёздной величиной −21.53m, то есть примерно в 114 раза тусклее нашего Солнца, при чём угловой диаметр звезды был бы 0,04° (то есть в 12,5 раз меньше нашего Солнца, чей угловой диаметр равен 0,5°). Если мы будем смотреть на компонент Эта Северной Короны B со стороны компонента A в апоастре (то есть когда звёзды удались на максимальное расстояние), то мы увидим звезду с видимой звёздной величиной −20.29m, то есть примерно в 356 раз раза тусклее нашего Солнца, при чём угловой диаметр звезды был бы 0,02° (то есть в 25 раз меньше нашего Солнца). Поскольку радиусы звёзд практически одинаковы, то то же самое можно сказать и о компоненте Эта Северной Короны A.
Возраст Эта Северной Короны оценивается в 1-2,5 млрд..
Звезда испытывает небольшую переменность, при которой её яркость поднимается до 4.94m. Период переменности примерно равен периоду вращения звёзд, то есть около 14 суток и, скорее всего, связан со звёздными пятнами на поверхности звёзд.
Звезда, возможно, принадлежит к движущейся группе звёзд Большой Медведицы, и даже возможно к сверхскоплению Сириуса.

### Компонент A
Эта Северной Короны A — карлик, спектрального класса G2V, что указывает на то, водород в ядре звезды служит ядерным «топливом», то есть звезда находится на главной последовательности. Звезда излучает энергию со своей внешней атмосферы при эффективной температуре около 6062 К, что придаёт ей характерный жёлтый цвет звезды спектрального класса G.
Масса звезды чуть больше, чем солнечная и составляет: 1,19 {\displaystyle M_{\bigodot }}. Eё радиус чуть больший, чем радиуса Солнца и составляет 1,03 {\displaystyle R_{\bigodot }}. Также звезда почти вдвое ярче нашего Солнца, её светимость составляет 1,71 {\displaystyle L_{\bigodot }}. Для того чтобы планета, аналогичная нашей Земле, получала бы примерно столько же энергии, сколько она получает от Солнца, её надо было бы поместить на расстоянии 1,31 а.е., то есть несколько меньше того расстояния, где в Солнечной системе находится Марс, чья большая полуось равна 1,52 а.е. Причём с такого расстояния, Эта Северной Короны A выглядела бы почти на 16 % меньше нашего Солнца, каким мы его видим с Земли — 0,42° (угловой диаметр нашего Солнца — 0,5°).
Звезда имеет поверхностную гравитацию 4,47 СГС или 295,1 м/с2, то есть несколько больше, чем на Солнце (274,0 м/с2). Звезды, имеющие планеты, имеют тенденцию иметь большую металличность по сравнению Солнцем, но Эта Северной Короны A имеет практически такое же значение металличности как и у Солнца: содержание железа в ней относительно водорода составляет 98 % от солнечного значения. Скорость вращения звезды порядка 3 км/с, что даёт период вращения звезды порядка 17 дней.

### Компонент B
Эта Северной Короны B — звезда спектрального класса G2V. Масса звезды равна 1,05 {\displaystyle M_{\bigodot }}, а радиус равен 0,98 {\displaystyle R_{\bigodot }}. Также звезда несколько ярче нашего Солнца, её светимость составляет 1,25 {\displaystyle L_{\bigodot }}.
Звезда имеет поверхностную гравитацию 4,15 СГС или 141,3 м/с2, то есть гораздо меньше, солнечной (274,0 м/с2). Звезды, имеющие планеты, имеют тенденцию иметь большую металличность по сравнению Солнцем, но Эта Северной Короны B имеет практически такое же значение металличности как и у Солнца: содержание железа в ней относительно водорода составляет 85 % от солнечного значения.
Для того чтобы планета, аналогичная нашей Земле, получала бы примерно столько же энергии, сколько она получает от Солнца, её надо было бы поместить примерно на расстоянии 1,18 а.е., то есть чуть дальше той орбиты, где в Солнечной системе находится наша Земля. Причём с такого расстояния, Эта Северной Короны B выглядела бы на 6 % меньше нашего Солнца, каким мы его видим с Земли — 0,47° (угловой диаметр нашего Солнца — 0,5°).

### Компонент C
Компаньон C, коричневый карлик был обнаружен в 2001 году. Источник 2MASSW J1523226 + 301456 в рабочей базе данных 2MASS был идентифицирован как имеющий аналогичное собственное движение с двойной звездой Эта Северной Короны AB, и последующие наблюдения подтвердили его связь с системой Эта Северной Короны AB. Было обнаружено, что новый компонент, Эта Северной Короны C, имеет спектральный тип L8. Коричневый карлик удалён на минимальное расстояние 3600 а.е., и, учитывая, возраст системы, т. н. «возраст охлаждения» 1-2,5 млрд., можно вычислить массу коричневого карлика, которая равна 0,06 ± 0,015 {\displaystyle M_{\bigodot }} или 63 ± 16 MJ. Звезда излучает энергию со своей внешней атмосферы при эффективной температуре около 1500 К. Звезда имеет поверхностную гравитацию 5,5 СГС или 3162,28 м/с2, то есть на порядок больше солнечной (274,0 м/с2), что, по-видимому, объясняется малым радиусом звезды. Эта Северной Короны C имеет низкое значение металличности: содержание железа в ней относительно водорода составляет [Fe/H=-0,20] или 63 % от солнечного значения. Существует доказательство того, что этот объект имеет переменный спектр, который можно отнести к неоднородным областям на его поверхности, которые входят и выходят из поля зрения из-за вращения

## История изучения кратности звезды
Двойственность звезды была открыта в 1826 В. Я. Струве (компонент AB) и звезда вошла в каталоги как STF1937 . В 1856 году была открыта тройственность звезды (компонент AB-C). В 1879 году была открыта четырёхкратность заезды (компонент AB-D). Затем в 2000 году был открыт компонент AB-E, коричневый карлик, имеющий практически тот же самый параллакс, что и пара AB. Согласно Вашингтонскому каталогу визуально-двойных звёзд, параметры этих компонентов приведены в таблице:
| Компонент | Год  | Количество измерений | Позиционный угол | Угловое расстояние | Видимая звёздная величина 1 компонента | Видимая звёздная величина 2 компонента |
| AB        | 1826 | 1078                 | —                | —                  | 5.64m                                  | 5.95m                                  |
| AB-C      | 1856 | 8                    | 26°              | 48.6″              | 5.02m                                  | 13.35m                                 |
| AB-C      | 1984 | 8                    | 0°               | 69.2″              | 5.02m                                  | 13.35m                                 |
| AB-C      | 2006 | 8                    | 359°             | 73.7″              | 5.02m                                  | 13.35m                                 |
| AB-D      | 1879 | 8                    | 49°              | 212.8″             | 5.02m                                  | 11m                                    |
| AB-D      | 1921 | 8                    | 47°              | 215″               | 5.02m                                  | 11m                                    |
| AB-D      | 2006 | 8                    | 41°              | 217.7″             | 5.02m                                  | 11m                                    |
| AB-E      | 2000 | 1                    | 136°             | 193.5″             | 5.02m                                  | 17m                                    |

Обобщая все сведения о звезде, можно сказать, что у звезды Эта Северной Короны A точно есть спутник Эта Северной Короны B, звезда 6-й величины, которая вращается вокруг звезды Эта Северной Короны A и связана с ней гравитационно. Так же у звезды, практически наверняка есть третий компаньон Эта Северной Короны C (который в таблице обозначен AB-E). А вот про движение других спутников, то есть о компаньонах «С» и «D», звёзд 13-й и 11-й величины, лежащих на угловых расстояниях 73,7, 217,7 секунд дуги, можно сказать, что они двинуться слишком быстро для орбитального движения, что делает «спутники», по-видимому, просто звёздами, лежащими на линии прямой видимости.

## Ближайшее окружение звезды
Следующие звёздные системы находятся на расстоянии в пределах 20 световых лет от звезды Эта Северной Короны (включены только: самая близкая звезда, самые яркие (<6,5m) и примечательные звёзды). Их спектральные классы приведены на фоне цвета этих классов (эти цвета взяты из названий спектральных типов и не соответствуют наблюдаемым цветам звёзд):
| Звезда                | Спектральный класс | Расстояние, св. лет |
| 45 Волопаса           | F5 V               | 7,91                |
| Ро Северной Короны    | G0 III             | 9,61                |
| Сигма Волопаса        | F2 V               | 14,45               |
| Хи Геркулеса          | F9 V               | 15,99               |
| Сигма Северной Короны | F8 III             | 16,47               |
| 14 Геркулеса          | K0 V               | 17,22               |
| 39 Змеи               | G1 V               | 19,22               |

Рядом со звездой, на расстоянии 20 световых лет, есть ещё порядка 20 красных, оранжевых карликов и жёлтых карликов спектрального класса G, K и M, а также 2 белых карлика которые в список не попали.